# Eugène Lisbonne
Pour les articles homonymes, voir Lisbonne (homonymie).
Eugène Lisbonne, né le 2 août 1818 à Nyons (Drôme) et mort le 7 février 1891 à Montpellier, est un homme politique français.

## Biographie
Avocat à Montpellier, il est procureur à Béziers en 1848. Il est révoqué dès le 10 décembre 1848, et exilé après le coup d’Etat du 2 décembre 1851. Revenu à Montpellier, il se montre un opposant féroce à l'Empire. Il est préfet de l'Hérault du 4 septembre 1870 au 23 avril 1871. Élu conseiller général, puis président du conseil général, il combat les monarchistes et les différents préfets nommés après la chute de Thiers en 1873. Il est député de l'Hérault de 1876 à 1881, siégeant au groupe de l'Union républicaine. Il est l'un des 363 qui refusent la confiance au gouvernement de Broglie, le 16 mai 1877. Il est le rapporteur de la loi de 1881 sur la liberté de la presse. Il est sénateur de l'Hérault de 1888 à 1891.
Il est inhumé au cimetière Saint-Lazare de Montpellier.

## Sources
- « Eugène Lisbonne », dans Adolphe Robert et Gaston Cougny, Dictionnaire des parlementaires français, Edgar Bourloton, 1889-1891 [détail de l’édition]
- « Eugène Lisbonne », dans le Dictionnaire des parlementaires français (1889-1940), sous la direction de Jean Jolly, PUF, 1960 [détail de l’édition]